# Universidad Nacional de Colombia
Die Nationale Universität von Kolumbien (spanisch Universidad Nacional de Colombia) ist die größte und renommierteste Universität in Kolumbien und gehört auch als erste öffentliche und staatliche Universität des Landes zu den führenden Lehranstalten in ganz Lateinamerika. Die 1867 gegründete Hochschule verfügt über eine beispielhafte Ausstattung und Infrastruktur. Sie liegt mitten im Herzen Bogotás mit einem riesigen, parkähnlichen Campus.
Der Hauptcampus (Ciudad Universitaria de Bogotá) befindet sich im Stadtbezirk Teusaquillo, im Nordwesten von Bogotá. Mit einer Fläche von 300 Hektar ist es der größte Campus in Kolumbien und beherbergt das Auditorium León de Greiff und das Plaza Francisco de Paula Santander, das auch als Plaza Che zu Ehren von Ernesto Che Guevara bekannt ist. Es hat ein eigenes Stadion, in dem Spiele der kolumbianischen Fußballligen ausgetragen wurden.

## Geschichte
Die Hochschule wurde am 22. September 1867 mit sechs Studiengängen gegründet. Zwischen 1903 und 1940 wurden weitere 20 Studiengänge hinzugefügt.Für den damaligen kolumbianischen Präsidenten diente die Universidad Nacional Autónoma de México als Vorbild für den zukünftigen Universitätscampus in Bogotá. Bei der Realisierung des Projekts spielten zwei deutsche Emigranten eine wichtige Rolle: der Architekt Leopold Rother und der Berliner Schulreformer Fritz Karsen.
Fritz Karsen verfasste für das neue Universitätsprojekt 

„[...]die Lehrpläne und schlug unter anderem die Schaffung von spezialisierten Klassenräumen vor. Statt der traditionellen Fakultäten sollten Abteilungen geplant werden, wodurch der wiederholte Bau von Laboren und Spezialklassenräumen vermieden werden konnte. Wie im Platoonsystem sind es die Studenten, die sich ständig zu den verschiedenen Abteilungen begeben, nicht die Lehrer. Um seine pädagogischen Reformen zu erklären, entwarf Karsen ein kreisförmiges Schema mit der Studienfachstruktur. Dieses kreisförmige Schema von Karsen war die Vorstufe zum kreisförmig gebildeten Campusschema und der Ursprung der nachfolgenden Vorschläge von Leopold Rother. Diesbezüglich schreibt Hans Rother folgendes: ‚Es war auch der Erzieher Fritz Karsen, der vorschlug, dass der zentrale Bereich kreisförmig sei, mit den Gebäuden rund um einen Park oder zentralen Platz angeordnet und von einer Hauptstraße für den Fahrzeugverkehr umgeben. Diese Idee wurde von Leopold Rother verwirklicht: eine ovale oder elliptische Anordnung, die heutzutage allen Einwohnern von Bogotá bekannt ist. Rother legte auch fünf Grundbereiche für die Universität fest: Humanwissenschaften (Jura), Medizinwissenschaften, Chemie, Ingenieurwissenschaften und angewandte Kunst- und Wissenschaften (Architektur, Schöne Künste, Musik).‘“

Die Realisierung der gemeinsamen Planungen oblag dann allerdings alleine Leopold Rother, da Fritz Karsen 1938 aus gesundheitlichen Gründen Kolumbien verließ und mit seiner Familie in die USA übersiedelte.
1967 wurden die ersten Master-Studiengänge angeboten; 1986 vergab die Universität ihre ersten Doktorgrade. Hauptsitz ist Bogotá; die Universität hat außerdem Einrichtungen in Medellín, Palmira, Manizales, Arauca, Leticia und San Andrés und Providencia. Der Campus der Universität in Bogotá wurde vom deutschen Architekten Leopold Rother entworfen. 11 Fakultäten gewährleisten den Lehrbetrieb des Zentralcampus. Hinzu kommen sieben interfakultative Einrichtungen und sieben Museen.
Seit 2012 steht die University City of Bogotá auf einer vorläufigen Liste zur Aufnahme als UNESCO-Welterbe.

## Studium
Das Studienangebot umfasst Betriebswirtschaft, Anthropologie, Architektur, Geisteswissenschaften, Biowissenschaften, Politikwissenschaft, Physik, Industriedesign, Philologie (Deutsch, Französisch, Englisch, Spanisch), Rechnungswesen, Statistik, Mathematik, Literaturwissenschaft, Rechtswissenschaft, Grafikdesign, Filmkunst, Pharmazie, Philosophie, Psychologie, Geschichte, Geologie, Medizin, Ingenieurwissenschaften (Maschinenbau, Bauingenieurwesen, Elektrotechnik, Mechatronik, Chemieingenieurwesen); Tiermedizin und Sozialarbeit.

## Buchreihe
Die Universität publiziert in ihrem Verlag Unibiblos eine wichtige Buchreihe mit Beiträgen ihrer Mitglieder zu kulturellen und akademischen Themen. In den letzten 10 Jahren kamen 1500 Titel hinzu.

## Persönlichkeiten
- Rogelio Salmona (1927–2007), Architekt, Student und Professor
- Gabriel García Márquez (1927–2014), Schriftsteller
- Germán Arciniegas (1900–1999), Journalist, Diplomat
- Camilo Torres Restrepo (1929–1966), Priester und Befreiungstheologe
- Orlando Fals Borda (1925–2008), Soziologe und Aktivist
- José Eustasio Rivera (1888–1928), Schriftsteller
- Edgar Bastidas Urresty (* 1944), Schriftsteller
- Antanas Mockus Sivickas (* 1952), Philosoph und Politiker
- Fernando Vallejo (* 1942), Drehbuchautor und Regisseur
- Alfonso López Pumarejo (1886–1959), Politiker
- Laureano Gómez (1889–1965), Politiker
- Carlos Lleras Restrepo (1908–1994), Politiker
- Fernando Botero (1932–2023), Maler und Bildhauer
- Sonja Petra Karsen (1919–2013), Sprach- und Literaturwissenschaftlerin
- Salomón Hakim (1922–2011), Neurochirurg und Forscher, Erstbeschreiber des Normaldruckhydrozephalus